# Myha'la Herrold
Myha'la Jael Herrold, née le 6 avril 1996 en Californie, est une actrice américaine.
Elle est connue pour son rôle de Harper Stern dans la série dramatique Industry et son rôle de Jordan dans le film d'horreur comique Bodies, Bodies, Bodies. Elle a joué principalement dans des rôles de théâtre, comme la production itinérante The Book of Mormon, avant d'être à l'affiche de la série Industry. En 2023, Myha'la Herrold a joué dans l'épisode Loch Henry de la saison 6 de la série Black Mirror.

## Biographie

### Jeunesse et formation
Myha'la Herrold est née et a grandi à San José, en Californie. Elle a fréquenté l'Archbishop Mitty High School et l'Université Carnegie-Mellon School of Drama dont elle est diplômée en 2018.
Son père est jamaïcain.

## Filmographie

### Cinéma
- 2018 : Rehabilitation of the Hill de Demetrius Wren : Gabby
- 2019 : Premature de Rashaad Ernesto Green : Dymond
- 2019 : The Tattooed Heart de Sheldon Wong Schwartz : Lulu (court-métrage)
- 2021 : Plan B de Natalie Morales : Logan
- 2022 : Bodies Bodies Bodies de Halina Reijn : Jordan
- 2022 : The Honeymoon de Dean Craig : elle-même (caméo)
- 2023 : Dumb Money de Craig Gillespie : Riri
- 2023 : Le Monde après nous (Leave the World Behind) de Sam Esmail : Ruth
- 2025 : Swiped (en) de Rachel Goldenberg

### Télévision
- 2019 : Modern Love : Tami (saison 1, épisode 6)
- depuis 2020 : Industry : Harper Stern (16 épisodes)
- 2023 : Black Mirror : Pia (saison 6, épisode 2)